# 타린 서던
타린 서던(Taryn Southern, 1986년 7월 16일 ~ )은 미국의 배우이다.